# Масельська оперативна група
Масельська оперативна група (рос. Масельская оперативна группа) — оперативна група радянських військ, що діяла у складі Карельського фронту за часів Другої світової війни.

## Формування Масельської оперативної групи
| Назва                       | Сформована                   | У складі          | Час існування                   | Бойовий шлях битви, операції, бої | Бойовий шлях битви, операції, бої    | Склад                     | Подальша доля                                     | Командувачі        |
| Назва                       | Сформована                   | У складі          | Час існування                   | Оборонні                          | Наступальні                          | Склад                     | Подальша доля                                     | Командувачі        |
| --------------------------- | ---------------------------- | ----------------- | ------------------------------- | --------------------------------- | ------------------------------------ | ------------------------- | ------------------------------------------------- | ------------------ |
| Масельська оперативна група | з військ Карельського фронту | Карельський фронт | 27 грудня 1941 — 9 березня 1942 | Заполяр'я                         | Заполяр'я → Медвеж'єгорська операція | окремі стрілецькі дивізії | разом з Медвеж'єгорською ОГр утворили 32-гу армію | Вещезерський Г. О. |